# Rittersaal (Den Haag)

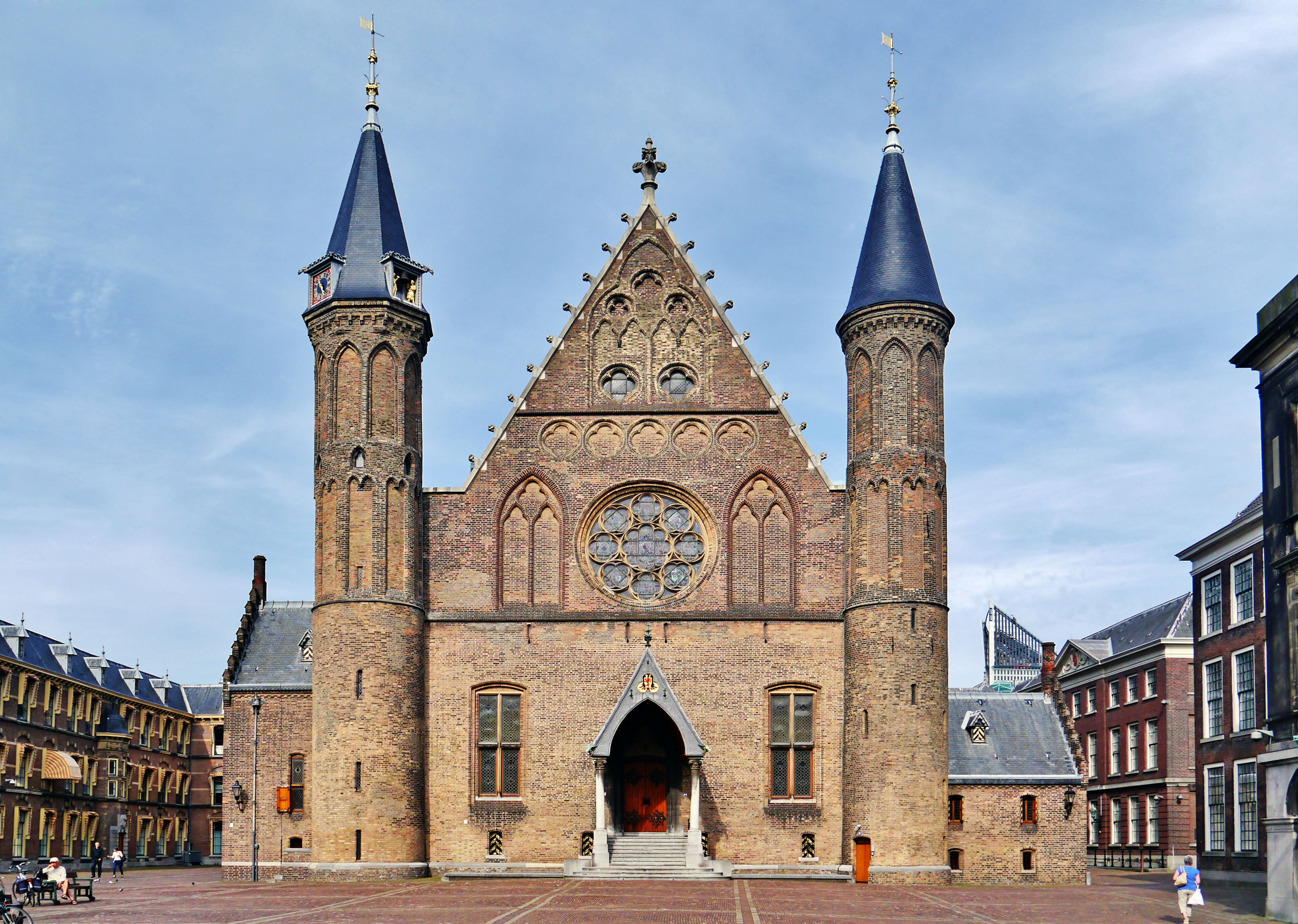
(Süd-)Westfassade

Der Rittersaal (niederländisch Ridderzaal) in Den Haag ist ein gotisches Backsteingebäude, das vorrangig mit der Thronrede des niederländischen Königs assoziiert wird. Er bildet den Mittelpunkt des Binnenhofes, eines mittelalterlichen Gebäudekomplexes, in dem sich fast das gesamte politische Leben der Niederlande abspielt.

## Geschichte

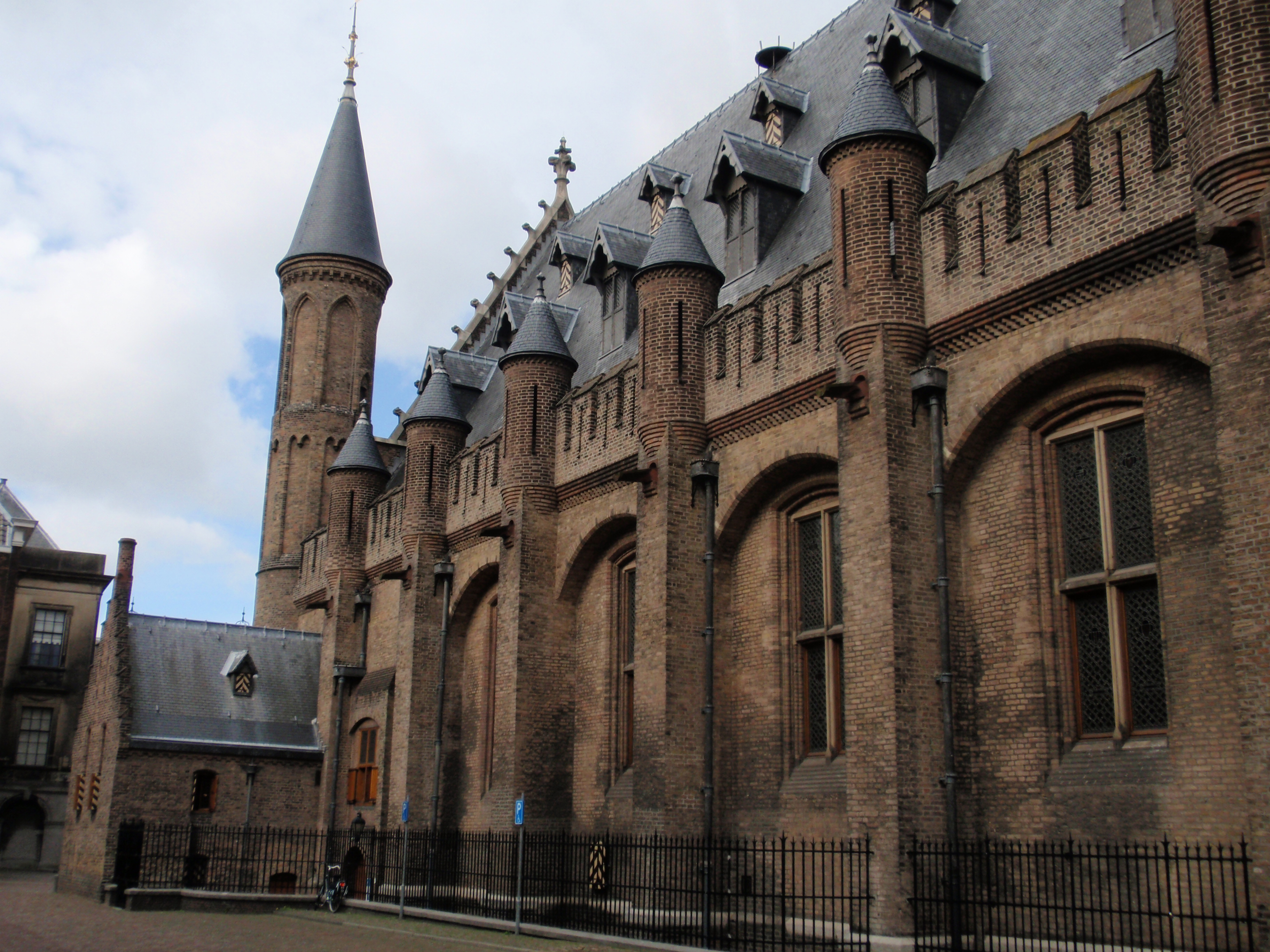
Südseite nach Westen

Den Grundstein für den Bau des Rittersaals legte Graf Wilhelm II. von Holland, der auch römisch-deutscher König war, im Jahr 1248. Sein Sohn, Graf Florenz V. von Holland, vollendete den Bau um 1280. Genutzt wurde der Saal von den Grafen von Holland als Festsaal; Philipp von Burgund empfing hier 1432 und 1456 das Kapitel der Ritter des von ihm gestifteten Ordens vom Goldenen Vlies.
1581 fällten die Generalstaaten im Rittersaal die Entscheidung, den spanischen König Philipp II. nicht länger als ihren Landesherr anzuerkennen. Zu Beginn der ersten statthalterlosen Periode im Jahr 1651 unter Johan de Witt tagten hier die Delegierten der Republik der Sieben Vereinigten Provinzen. Später sanken seine Bedeutung und der Aufwand zu seiner Erhaltung; im 17. und 18. Jahrhundert wurden hier Lotterien veranstaltet, in der Franzosenzeit nutzten Kadetten den Saal zum Exerzieren.
Ähnlich wie viele andere mittelalterliche Bauwerke war das Gebäude in der ersten Hälfte des 19. Jahrhunderts stark heruntergekommen. Bei der Restaurierung entfernte der Reichsbaumeister Willem Nicolaas Rose das bis dahin aus der Bauzeit erhaltene hölzerne Deckengewölbe und ersetzte es durch eine gusseiserne Konstruktion. In Verkennung der mittelalterlichen Ingenieurkunst hatte er es für neuzeitlich gehalten. Sein gusseiserner Dachstuhl ruhte auf zweireihig angeordneten gusseisernen Säulen, sodass eine dreischiffige Konstruktion entstand. Ab 1878 wurde der Saal vom Ministerium des Innern als Archivraum genutzt.

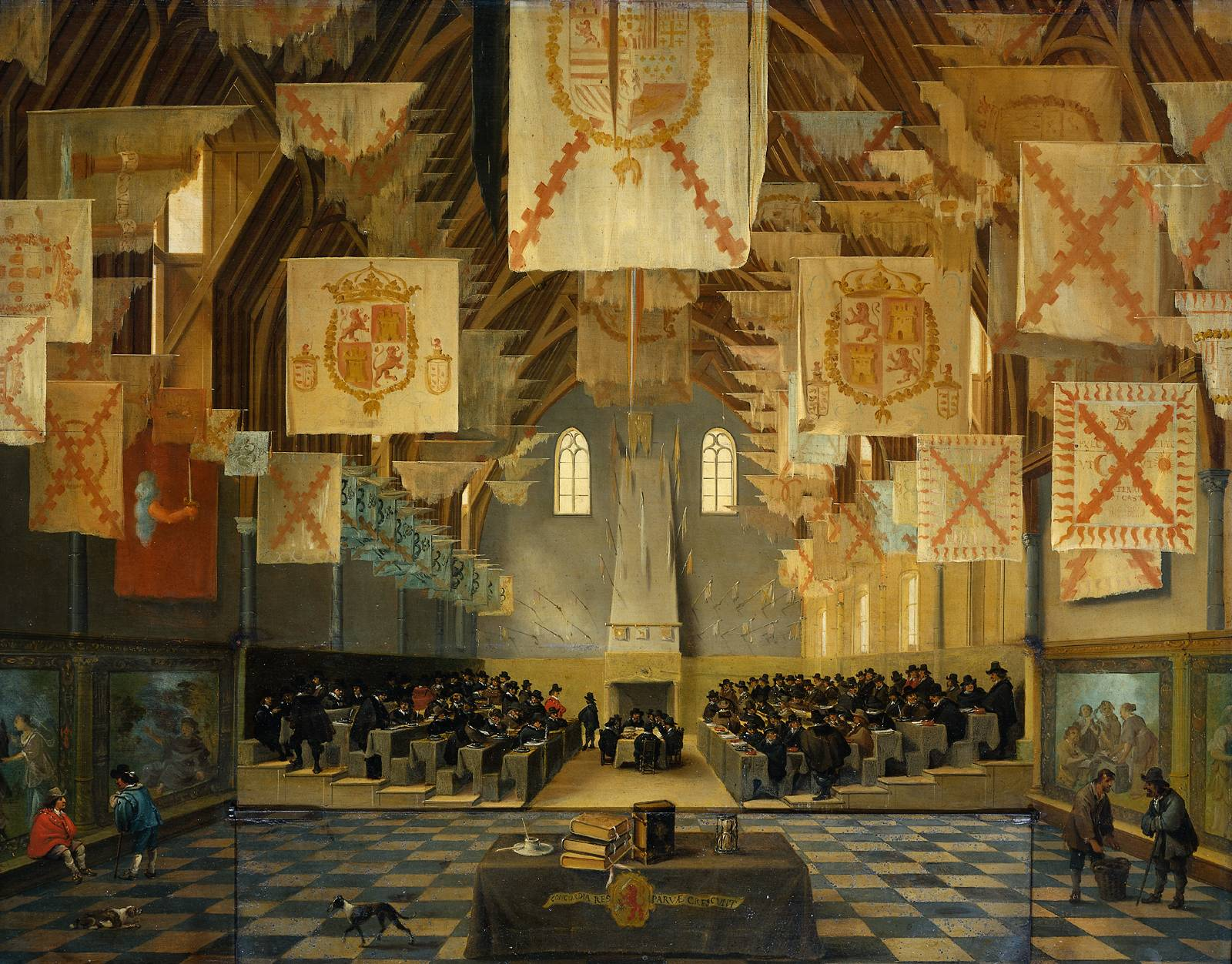
Generalstaaten im Rittersaal, Gemälde von 1651

Die Gebäude, die im Lauf der Zeit an den Rittersaal angebaut worden waren, wurden abgerissen. 1904 wurde der Saal in neugotischem Stil restauriert. Der Architekt Pierre Cuypers sorgte für eine Ausstattung des Innenraums mit türkischen Boden- und Wandteppichen. Diese und das neugotische Dekor wurden 1954 anlässlich des Staatsbesuchs Kaiser Haile Selassies von Abessinien entfernt. Damals wurden die Flaggen der niederländischen Provinzen aufgehängt.
Seit Anfang des 20. Jahrhunderts findet im Rittersaal nicht mehr nur die alljährliche Vollversammlung beider Parlamentskammern mitsamt Verlesung der Thronrede statt, sondern es werden dort auch große Empfänge, Diners, Kongresse und Konferenzen ausgerichtet. So fand 1949 hier der Runde Tisch statt, an dessen Ende die Anerkennung der Unabhängigkeit Indonesiens durch die Niederlande stand. Auch lud die Regierung zu zwei festlichen Abendessen in den Rittersaal ein: eines für Königin Beatrix anlässlich ihres silbernen Amtsjubiläums und ein weiteres für Kronprinz Willem-Alexander und Prinzessin Máxima am Vorabend ihrer Hochzeit.
Als man Anfang des 21. Jahrhunderts feststellte, dass der Bezugsstoff des Throns, der seit 1904 im Rittersaal steht, erneuert werden musste, nahm man dies zum Anlass, die gesamte Innenausstattung des Gebäudes kritisch zu begutachten. Seit Abschluss der daraufhin eingeleiteten Renovierungsarbeiten, die bis 2006 andauerten, genügt der Saal den Nutzungsanforderungen des 21. Jahrhunderts.

## Nutzung

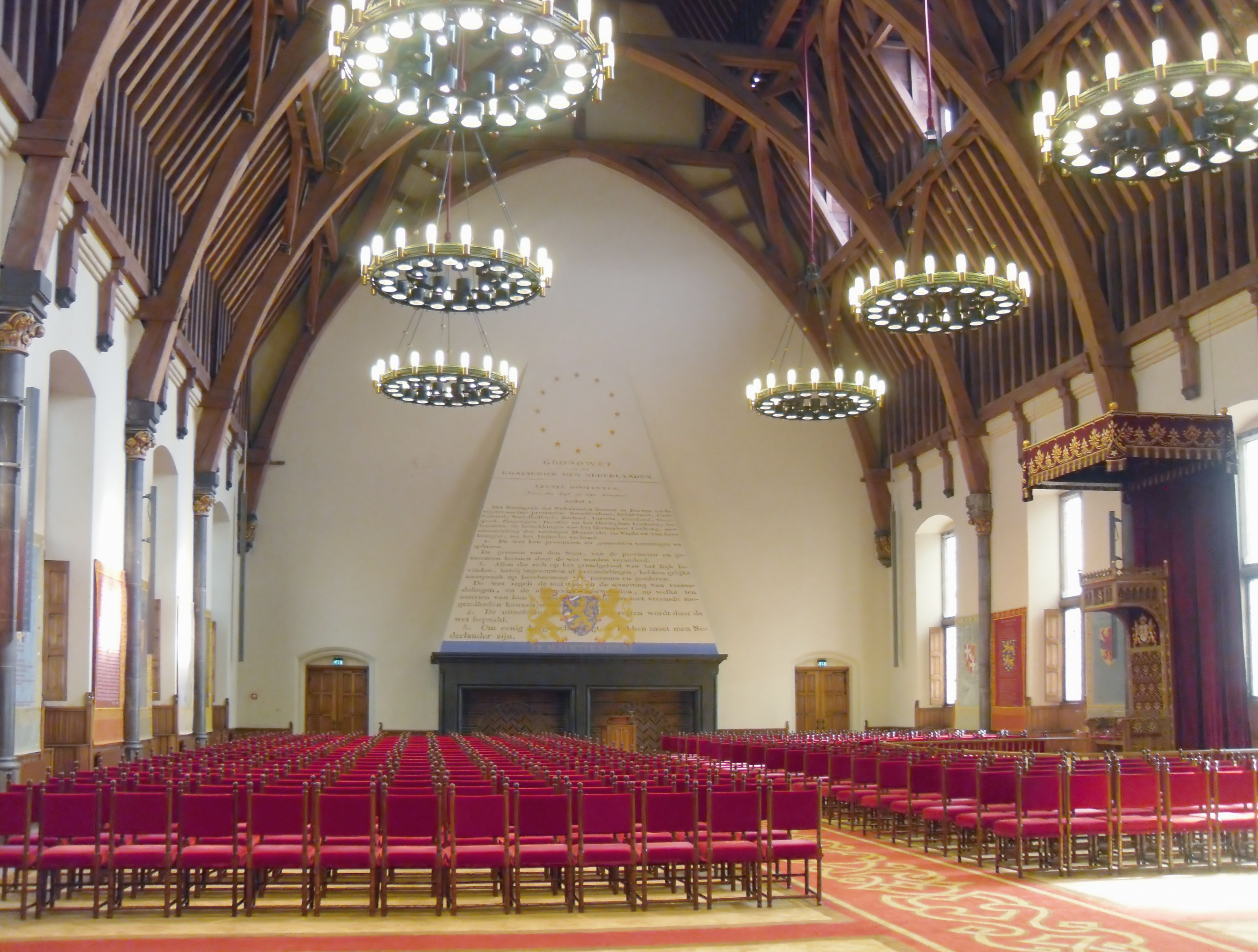
Rittersaal heute

Am dritten Dienstag im September, dem sogenannten Prinsjesdag, verliest der König im Rittersaal die Thronrede, in der er das Programm der Regierung für das nächste Jahr präsentiert. Anwesend bei dieser Rede sind neben dem König die königliche Familie, der Ministerpräsident mitsamt dem Kabinett, die Abgeordneten der ersten und zweiten Kammer sowie die Presse und einige Ehrengäste. Der Prinsjesdag ist das Ereignis, mit dem der Rittersaal heutzutage assoziiert wird.
Daneben finden über das Jahr auch einige kleinere Veranstaltungen statt. Meist handelt es sich dabei um Staatsempfänge und ähnliche diplomatische Anlässe.
Der Rittersaal wird vom Staatlichen Hochbauamt (Rijksvastgoedbedrijf) verwaltet. Das Besucherzentrum ProDemos organisiert Führungen durch den Rittersaal, bei denen auch das Parlament besucht wird.

## Gebäudestruktur und Ausstattung
Das gotische Gebäude besitzt Außenmauern von 1,20 m Dicke und ein beeindruckendes Dach aus Holz. Das Dach hat an der höchsten Stelle eine Höhe von 26 m, ist 38 m lang und 17,80 m breit.
Auffallend im Rittersaal ist vor allem der Thron der niederländischen Königin Beatrix. Bis zum Tod ihres Ehemannes Prinz Claus stand im Raum noch ein kleinerer Thron für den Prinzgemahl. Seit 2013 gibt es wieder einen Nebenthron für Königin Máxima. Die Fenster sind mit Mosaikbildern bestückt, was zusammen mit dem Holzdach dem Raum eine dunkle Atmosphäre verleiht. Prunkstücke sind die neunzehn Wappenteppiche der zwölf Provinzen, der in der Karibik gelegenen Teile des Königreichs und von Europa. Auf dem Kaminsims an der Nordseite des Saals prangt der Wortlaut von Artikel 1 der Verfassung von 1848.